# 翼 (医薬品卸)
株式会社翼（つばさ）は、香川県高松市に本社を置く医薬品・動物用医薬品等の販売及び福祉用品の販売・レンタルを行う企業である。 

フランスベッドホールディングスの連結子会社である。

## 沿革
- 2005年10月20日：同じ高松市にあった幸燿を分社化。薬粧・動物用薬品・ヘルスサポートの各部門の営業譲渡を受けて会社設立。
- 2006年1月1日：正式に営業を開始。

## 事業所
- 香川県：高松本社、香川営業所（高松市）、物流センター（さぬき市）
- 徳島県：徳島営業所（板野郡藍住町）、徳島西部連絡所（三好市）
- 高知県：高知営業所（高知市）
- 愛媛県：愛媛営業所（新居浜市）、松山営業所（松山市）